# École (Savoie)
Pour les articles homonymes, voir École (homonymie).
École est une commune française située dans le département de la Savoie, en région Auvergne-Rhône-Alpes. La commune fait partie du parc naturel régional des Bauges.

## Géographie

### Situation et description
École est une commune des Bauges Devant. Sa situation géographique fait d'École une commune très prisée des randonneurs.
Les différentes montagnes au départ d'École :

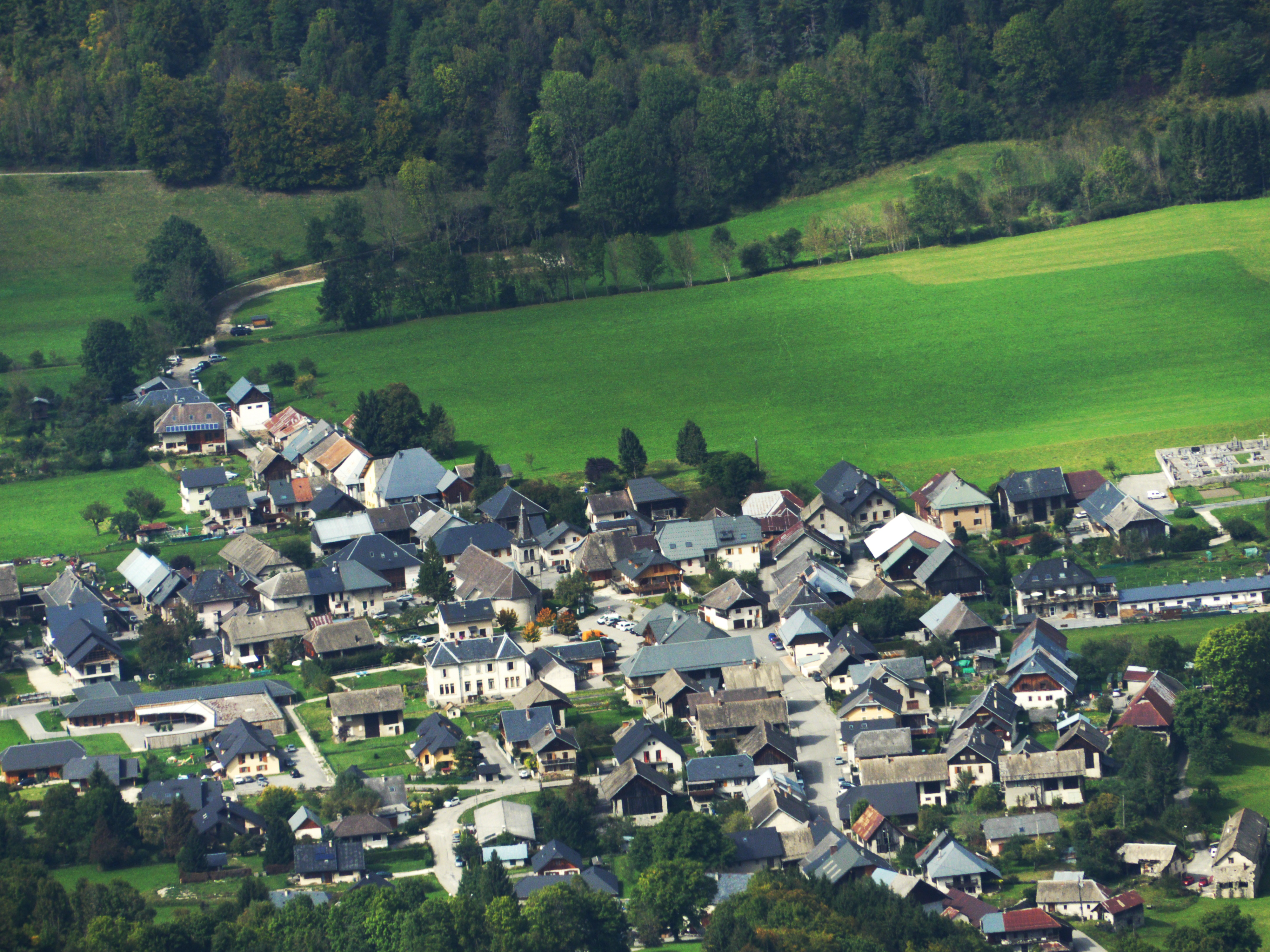
Vue du village d’École depuis le mont Pécloz.

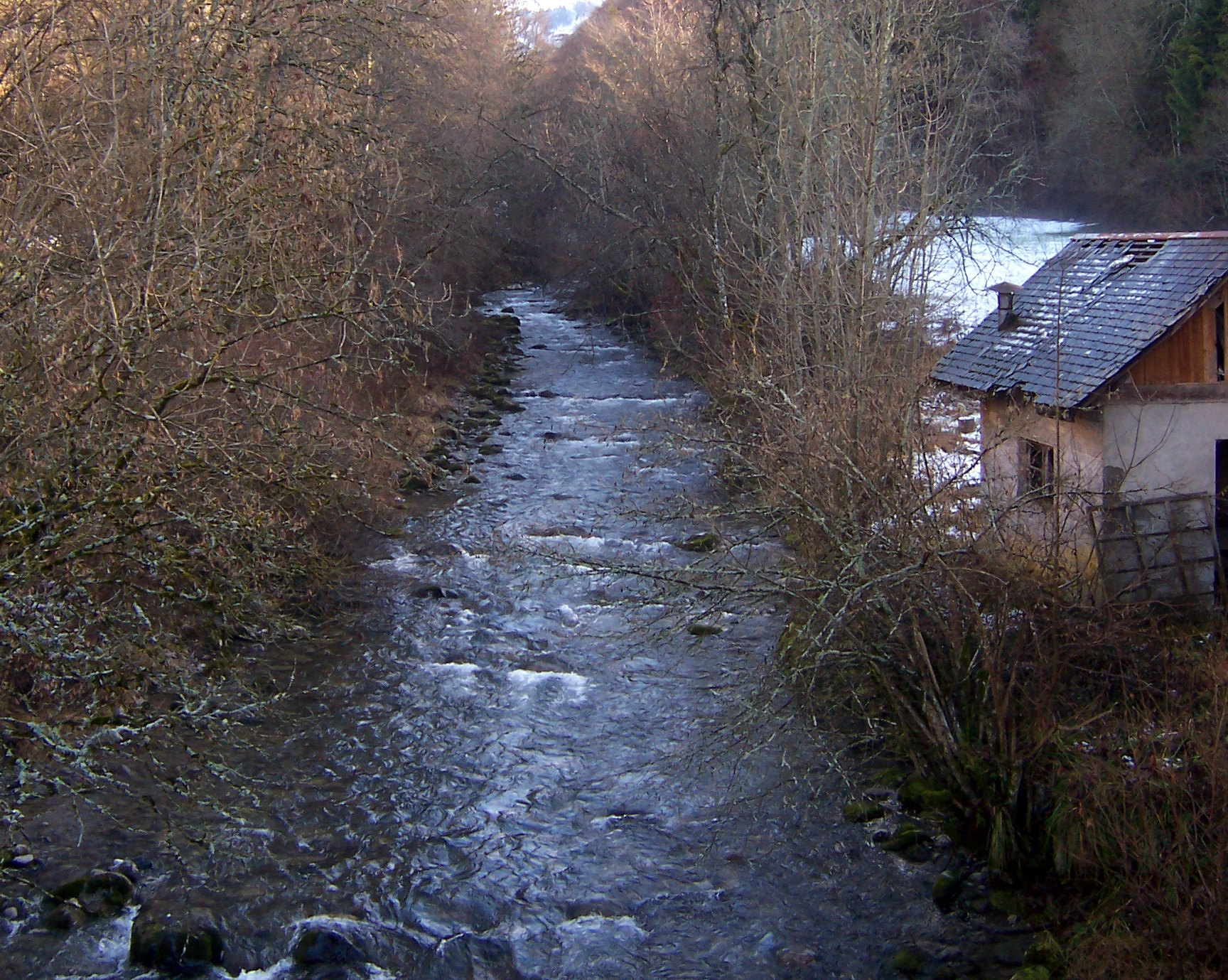
Le Chéran qui traverse École.

- Arclusaz ;
- le Pécloz ;
- Mont d'Armenaz ;
- le Colombier.

### Climat
Pour des articles plus généraux, voir Climat d'Auvergne-Rhône-Alpes et Climat de la Savoie.
En 2010, le climat de la commune est de type climat de montagne, selon une étude du Centre national de la recherche scientifique s'appuyant sur une série de données couvrant la période 1971-2000. En 2020, Météo-France publie une typologie des climats de la France métropolitaine dans laquelle la commune est exposée à un climat de montagne ou de marges de montagne et est dans la région climatique Alpes du nord, caractérisée par une pluviométrie annuelle de 1 200 à 1 500 mm, irrégulièrement répartie en été.
Pour la période 1971-2000, la température annuelle moyenne est de 9,1 °C, avec une amplitude thermique annuelle de 17,7 °C. Le cumul annuel moyen de précipitations est de 1 476 mm, avec 10 jours de précipitations en janvier et 9,4 jours en juillet. Pour la période 1991-2020, la température moyenne annuelle observée sur la station météorologique de Météo-France la plus proche, « Lescheraines », sur la commune de Lescheraines à 8 km à vol d'oiseau, est de 9,3 °C et le cumul annuel moyen de précipitations est de 1 363,4 mm,. Pour l'avenir, les paramètres climatiques de la commune estimés pour 2050 selon différents scénarios d'émission de gaz à effet de serre sont consultables sur un site dédié publié par Météo-France en novembre 2022.

### Hameaux et lieux-dits
Lieux d'habitation :
- Chef-Lieu ;
- le Villard ;
- Gratteloup ;
- le Jarsin  ;
- les Arolles ;
- le Creux du Mont ;
- Ancien village de Bellevaux détruit durant la dernière guerre.

## Urbanisme

### Typologie
Au 1er janvier 2024, École est catégorisée commune rurale à habitat dispersé, selon la nouvelle grille communale de densité à sept niveaux définie par l'Insee en 2022.
Elle est située hors unité urbaine et hors attraction des villes,.

### Occupation des sols
L'occupation des sols de la commune, telle qu'elle ressort de la base de données européenne d’occupation biophysique des sols Corine Land Cover (CLC), est marquée par l'importance des forêts et milieux semi-naturels (88,6 % en 2018), en diminution par rapport à 1990 (93,5 %). La répartition détaillée en 2018 est la suivante : 
forêts (48,7 %), milieux à végétation arbustive et/ou herbacée (32,7 %), espaces ouverts, sans ou avec peu de végétation (7,2 %), prairies (5,8 %), zones agricoles hétérogènes (4 %), zones urbanisées (1 %), terres arables (0,6 %).
L'IGN met par ailleurs à disposition un outil en ligne permettant de comparer l’évolution dans le temps de l’occupation des sols de la commune (ou de territoires à des échelles différentes). Plusieurs époques sont accessibles sous forme de cartes ou photos aériennes : la carte de Cassini (XVIIIe siècle), la carte d'état-major (1820-1866) et la période actuelle (1950 à aujourd'hui).

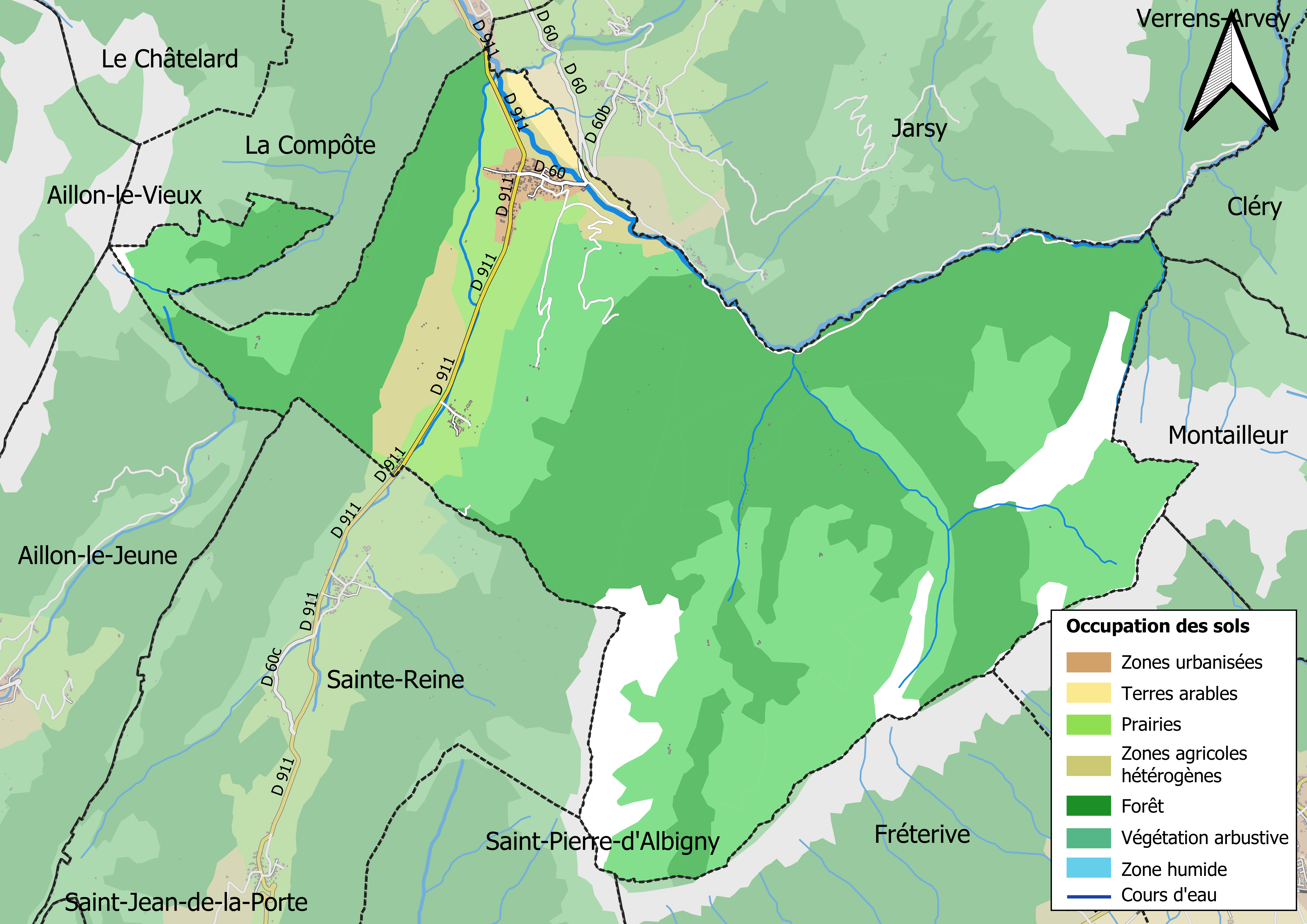
Carte des infrastructures et de l'occupation des sols en 2018 (CLC) de la commune.
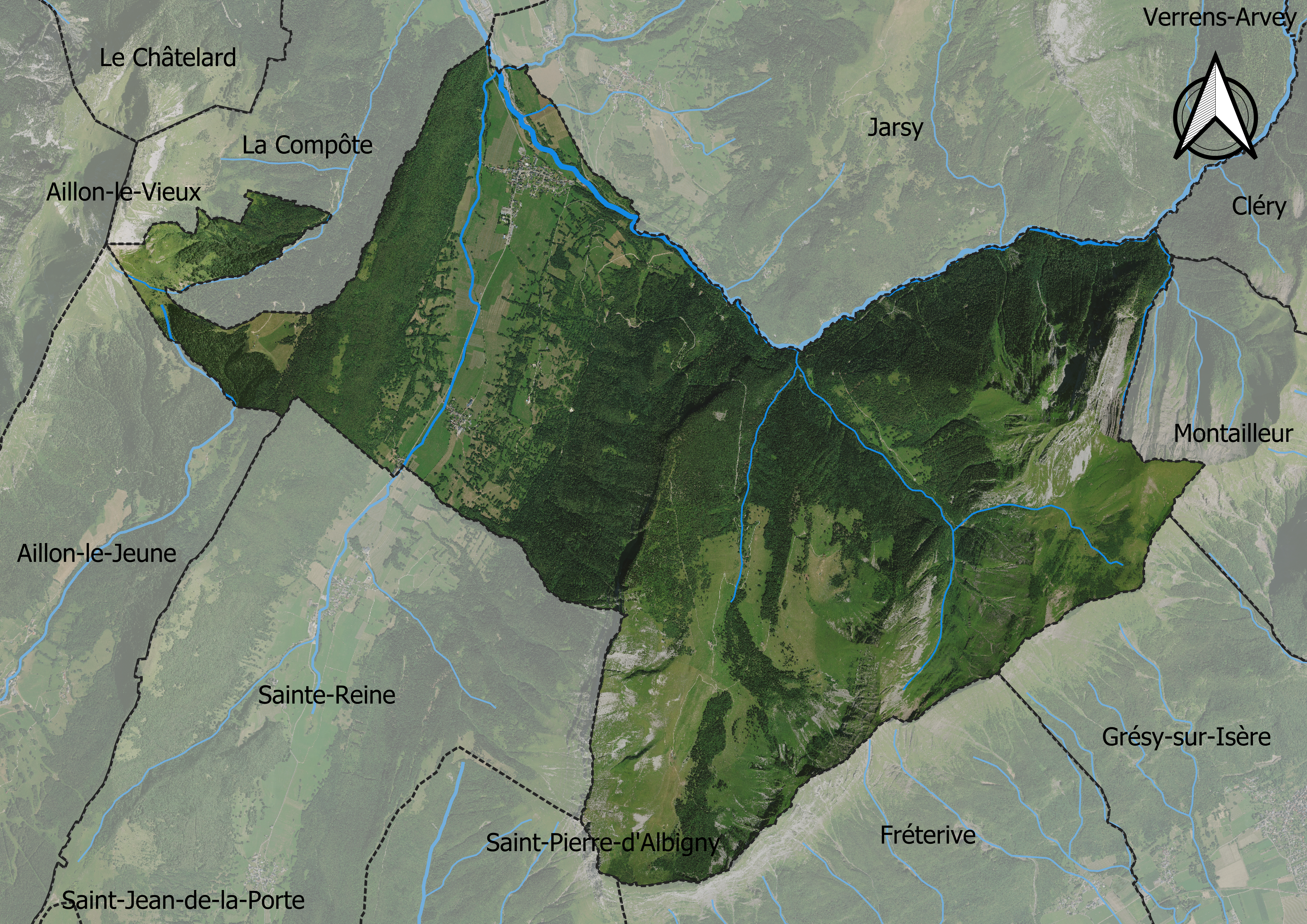
Carte orthophotogrammétrique de la commune.

## Toponymie
Scola, fin du XIe siècle, puis Eschola, ca. 1200. Probablement rien à voir avec le sens « normal » d'école, peut-être un nom propre à moins qu'il ne s'agisse d'une origine celtique.
En francoprovençal, le nom de la commune s'écrit Ekoule, selon la graphie de Conflans.

## Histoire
Un des faits les plus marquants de l'histoire d’École est le martyre qu'il a subi le 6 juillet 1944. Les nazis ont regroupé puis fusillé les hommes de plus de 16 ans qu'ils ont pu capturer, puis incendié le village. Le maire de l'époque, Jean-Benoît Ballaz, âgé de 72 ans, fit partie des victimes.
Un monument sur l'ancienne place du village, devant l'église, rappelle ce martyre.

## Politique et administration

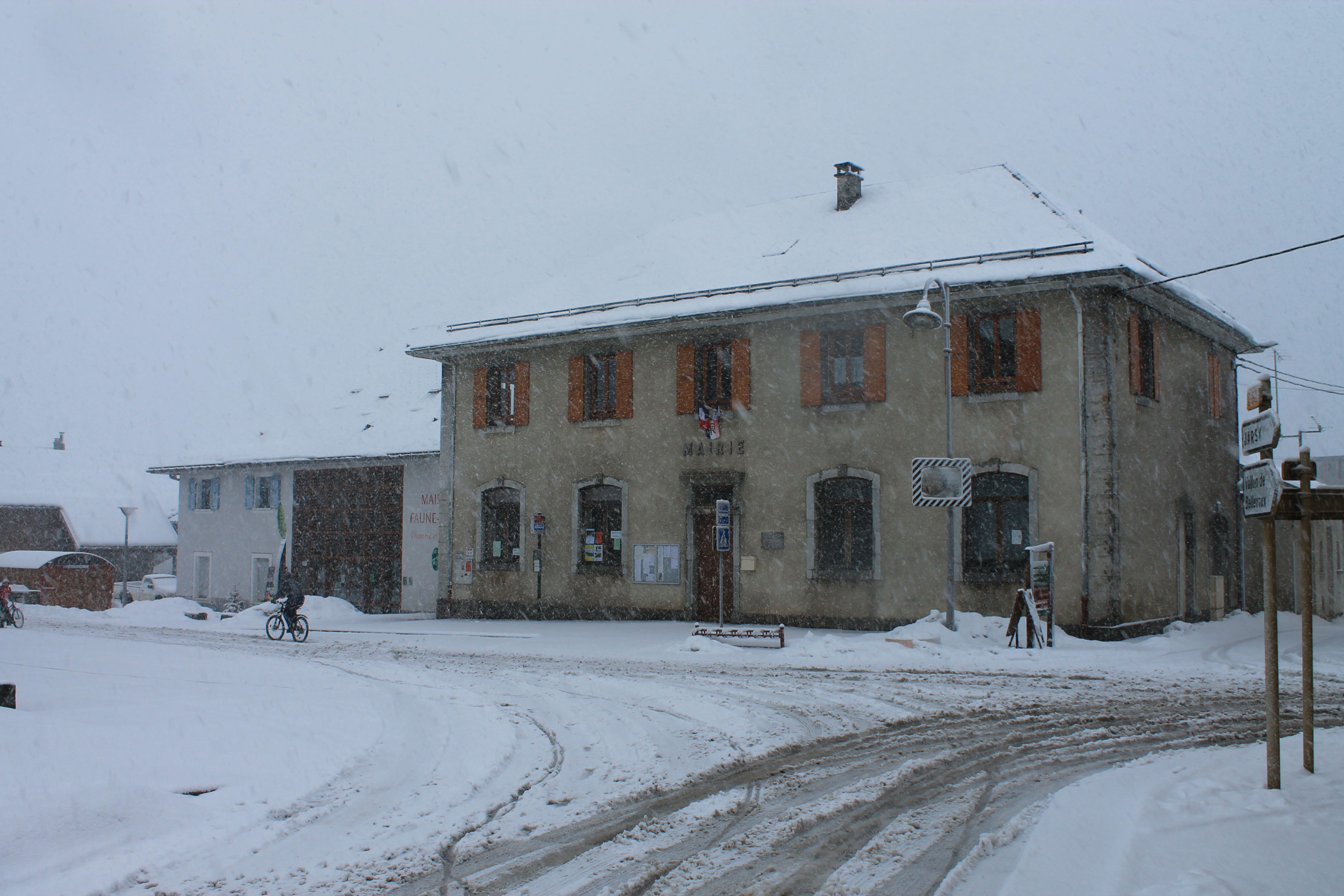
Mairie d'École en Bauges sous la neige.

| Période                                  | Période                    | Identité               | Étiquette | Qualité |
| ---------------------------------------- | -------------------------- | ---------------------- | --------- | ------- |
| Les données manquantes sont à compléter. |                            |                        |           |         |
|                                          |                            | Simon Viallet          | SE        |         |
|                                          | 1981                       | Camille Cottet         | SE        |         |
| 1981                                     | mars 2001                  | René Ferrand           | SE        |         |
| mars 2001                                | mars 2008                  | Bernard Carret         | SE        |         |
| mars 2008                                | mars 2014                  | Marius Ferroud Plattet | SE        |         |
| mars 2014                                | mars 2020                  | Annick Bonniez         |           |         |
| mars 2020                                | En cours (au 30 mars 2020) | Hervé Ferroud-Plattet  |           |         |

## Population et société
Les habitants d'École sont appelés les Écoulanes et les Écoulans.[réf. nécessaire]

### Démographie

#### Évolution démographique
L'évolution du nombre d'habitants est connue à travers les recensements de la population effectués dans la commune depuis 1793. Pour les communes de moins de 10 000 habitants, une enquête de recensement portant sur toute la population est réalisée tous les cinq ans, les populations de référence des années intermédiaires étant quant à elles estimées par interpolation ou extrapolation. Pour la commune, le premier recensement exhaustif entrant dans le cadre du nouveau dispositif a été réalisé en 2008.
En 2022, la commune comptait 307 habitants, en évolution de +9,25 % par rapport à 2016 (Savoie : +3,63 %, France hors Mayotte : +2,11 %). Le maximum de la population a été atteint en 1848 avec 1 195 habitants.
| 1793 | 1800 | 1806 | 1822 | 1838  | 1848  | 1858 | 1861 | 1866 |
| ---- | ---- | ---- | ---- | ----- | ----- | ---- | ---- | ---- |
| 728  | 620  | 813  | 921  | 1 080 | 1 195 | 993  | 996  | 934  |

| 1872 | 1876 | 1881 | 1886 | 1891 | 1896 | 1901 | 1906 | 1911 |
| ---- | ---- | ---- | ---- | ---- | ---- | ---- | ---- | ---- |
| 962  | 880  | 873  | 839  | 780  | 711  | 636  | 604  | 565  |

| 1921 | 1926 | 1931 | 1936 | 1946 | 1954 | 1962 | 1968 | 1975 |
| ---- | ---- | ---- | ---- | ---- | ---- | ---- | ---- | ---- |
| 542  | 513  | 482  | 475  | 455  | 425  | 387  | 363  | 263  |

| 1982 | 1990 | 1999 | 2006 | 2008 | 2013 | 2018 | 2022 | - |
| ---- | ---- | ---- | ---- | ---- | ---- | ---- | ---- | - |
| 266  | 249  | 238  | 248  | 250  | 277  | 301  | 307  | - |

#### Pyramide des âges
En 2018, le taux de personnes d'un âge inférieur à 30 ans s'élève à 28,9 %, soit en dessous de la moyenne départementale (33,6 %). À l'inverse, le taux de personnes d'âge supérieur à 60 ans est de 30,9 % la même année, alors qu'il est de 26,7 % au niveau départemental.
En 2018, la commune comptait 154 hommes pour 147 femmes, soit un taux de 51,16 % d'hommes, largement supérieur au taux départemental (48,96 %).
Les pyramides des âges de la commune et du département s'établissent comme suit.
| Hommes | Classe d’âge | Femmes |
| ------ | ------------ | ------ |
| 0,6    | 90 ou +      | 0,0    |
| 5,2    | 75-89 ans    | 12,9   |
| 22,7   | 60-74 ans    | 20,4   |
| 22,1   | 45-59 ans    | 21,8   |
| 19,5   | 30-44 ans    | 17,0   |
| 12,3   | 15-29 ans    | 12,9   |
| 17,5   | 0-14 ans     | 15,0   |

| Hommes | Classe d’âge | Femmes |
| ------ | ------------ | ------ |
| 0,7    | 90 ou +      | 2      |
| 7,2    | 75-89 ans    | 9,9    |
| 17,1   | 60-74 ans    | 18     |
| 21,1   | 45-59 ans    | 20,4   |
| 18,9   | 30-44 ans    | 18,4   |
| 17,2   | 15-29 ans    | 15,1   |
| 17,7   | 0-14 ans     | 16,2   |

## Économie
La Boulangerie savoyarde, fondée en 1976, et rachetée par le groupe SATORIZ.
La Menuiserie Alp' 56 est spécialiste des fenêtres.

## Culture locale et patrimoine

### Lieux et monuments

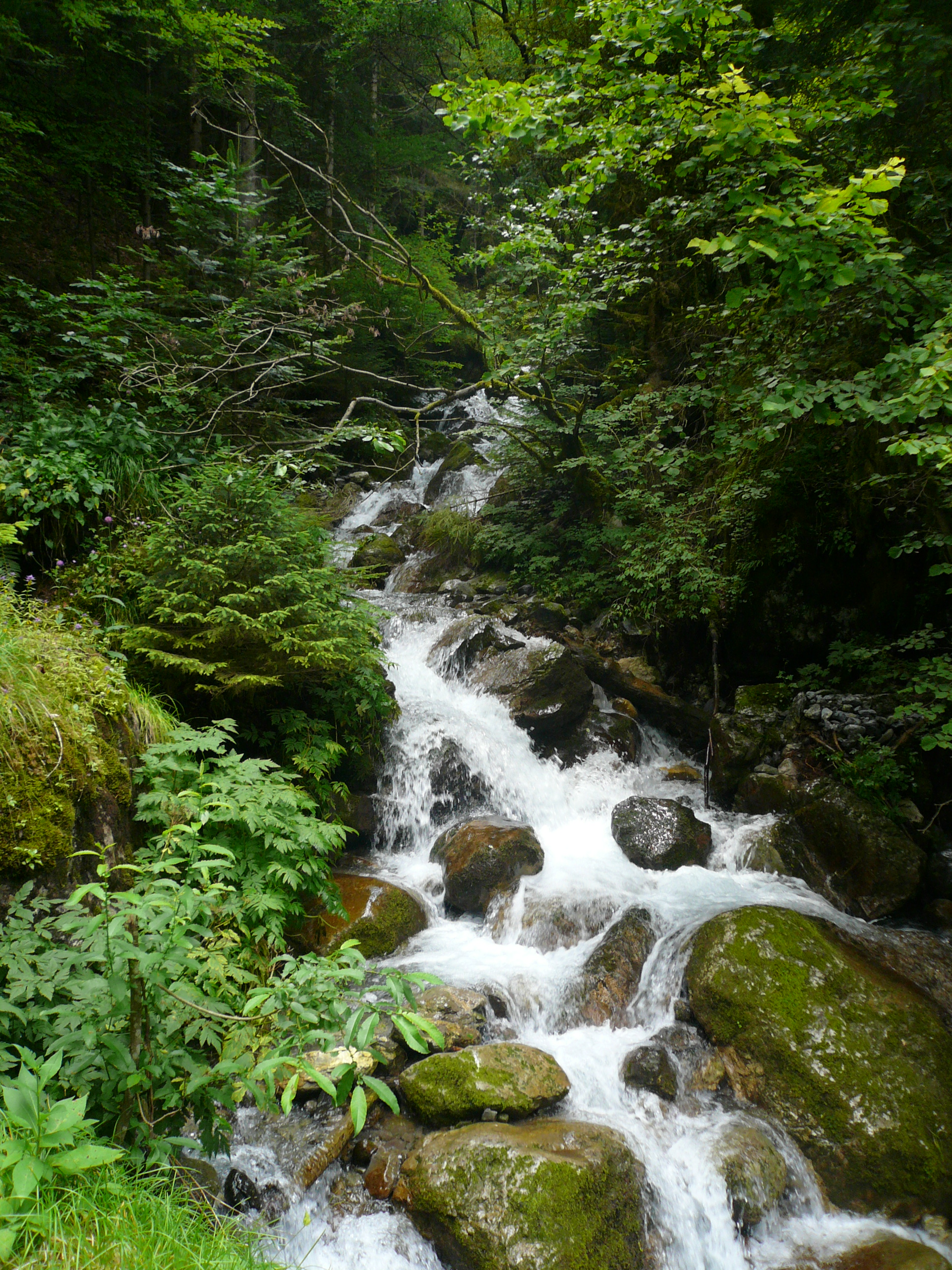
Le torrent d'Arclusaz, en forêt de Bellevaux.

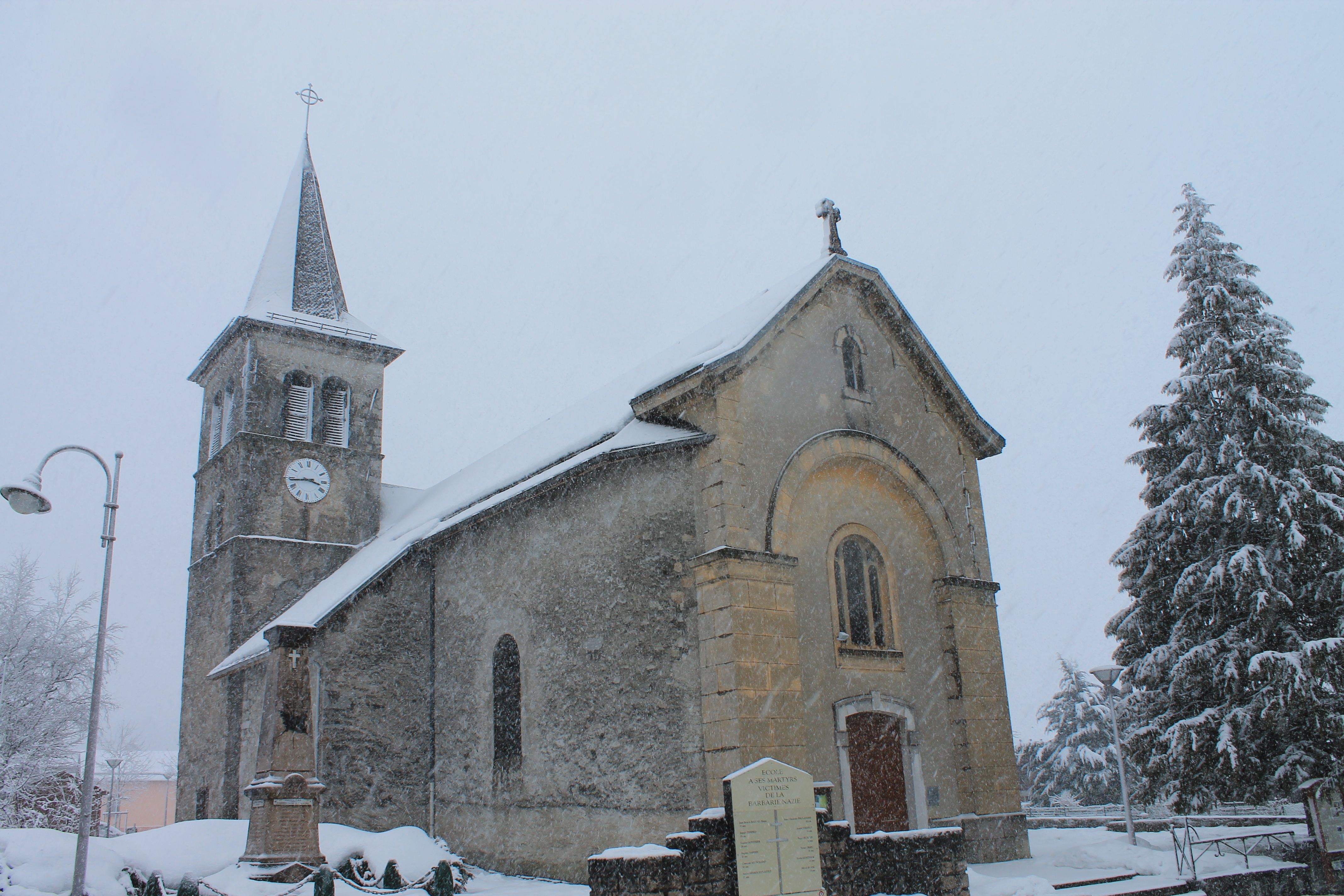
Profil de l'église Saint-Maurice d'École sous la neige.

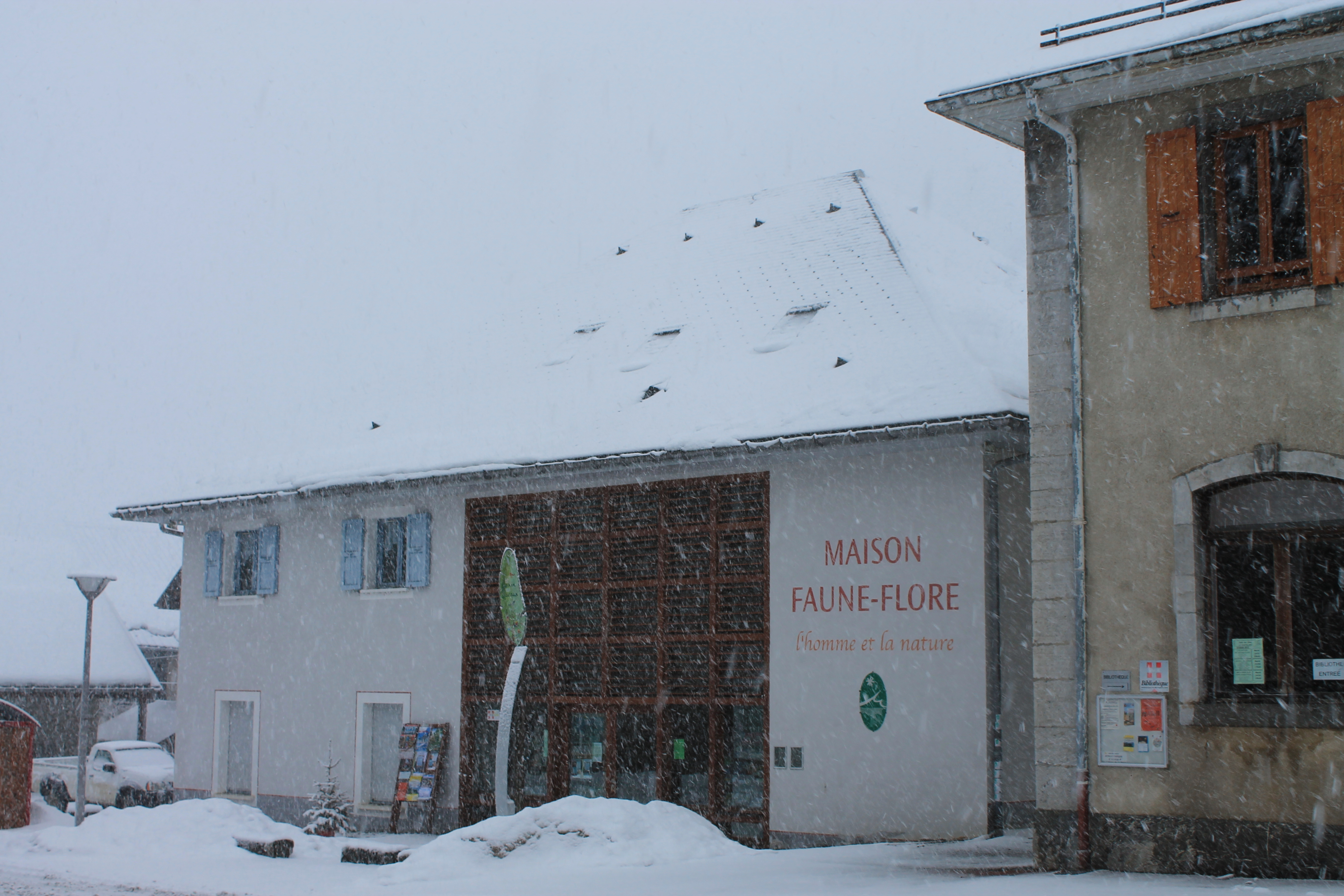
Maison Faune-Flore du parc naturel régional du massif des Bauges d'École.

- Église Saint-Maurice, 1778, de style néoclassique, mais surtout  « c’est l’un des rares exemples de véritable baroque en Savoie »[25],[26].
- Maison de la faune et de la flore du parc naturel régional des Bauges.
- Hameau ruiné de La Chapelle, un ancien petit village bauju détruit par l'armée allemande.

#### Ancien prieuré de Bellevaux
Le prieuré de Bellevaux est un ancien prieuré conventuel de l’ordre cistercien, aujourd'hui disparu. Vers 1050, le sieur Nanthelme de Miolans fait appel à des bénédictins, originaire de l'abbaye Saint-Pierre de Gigny (Rhône). Le comte de Savoie, Humbert II, confirme la donation en 1090. Un incendie ravage les constructions en 1718, dont les archives. Seuls témoignages de la présence des bénédictins, le toponyme « Pré du couvent » et un oratoire élevé par le curé de la paroisse en 1955, ainsi que la chapelle de la Sainte-Fontaine, dite chapelle de Bellevaux (datant de 1865).

#### Chapelle Notre-Dame-de-la-Sainte-Fontaine
La chapelle se trouve dans le vallon de Bellevaux. Il semble que la source soit liée à un culte druidique convertit en culte mariale dès la fin du XIe siècle. Le pèlerinage est relancé par le curé de la paroisse en 1859 qui y fait construire une chapelle en 1865. Les célébrations se déroulent le lundi de Pentecôte.

## Héraldique
| Blason de École | Blason  | Parti: au 1 d'or à une tête de chamois de tenné, au 2 de gueules à la croix tréflée d'argent; à la burelle ondée d'azur brochant en pointe sur la partition; le tout au chef d'azur chargé d'une montagne de sept sommets d'argent [du lieu, dans le massif des Bauges]. |
| Blason de École | Détails | Créé par JF Binon. Bulletin 2022 |